# Матей Тот
Матей Тот (словац. Matej Tóth; нар. 10 лютого 1983) — словацький легкоатлет, спеціаліст зі спортивної ходьби, олімпійський чемпіон, чемпіон світу, призер чемпіонату Європи.

## Виступи на Олімпіадах
| Олімпіада   | Дисципліна      | Місце |
| ----------- | --------------- | ----- |
| Афіни 2004  | ходьба на 20 км | 32    |
| Пекін 2008  | ходьба на 20 км | 26    |
| Лондон 2012 | ходьба на 50 км | 7     |
| Ріо 2016    | ходьба на 50 км | 1     |